# Tuba Rai
Tuba Rai (Tubarai) ist eine osttimoresische Aldeia. Sie liegt im Zentrum des Sucos Lahane Oriental (Verwaltungsamt Nain Feto, Gemeinde Dili) und im Süden des historischen Stadtteils Taibesi. In Tuba Rai leben 732 Menschen (2015).

## Lage und Einrichtungen
Im Norden grenzt Tuba Rai an die Aldeia Monumento Calma, im Westen an die Aldeia Marabia, im Süden an die Aldeia Metin und im Osten an die Aldeia Temporal (Lahane Oriental).
In Tuba Rai befinden sich der Sitz des Sucos Lahane Oriental und die Grundschule Centro Aprendizagem Formação Escolar.